# 広島県道路公社
広島県道路公社（ひろしまけんどうろこうしゃ）は、主として広島県の一般有料道路の建設・管理を行う公営企業である。英文表記は「Hiroshima Prefectural Road Corporation」。
1981年（昭和56年）3月30日に設立された。

## 管轄路線
- 安芸灘大橋有料道路（広島県道74号下蒲刈川尻線）

## かつて管轄していた路線
- 安芸府中道路（現・広島高速1号線） : 1997年（平成9年）10月1日 広島高速道路公社に移管
- 尾道大橋有料道路（国道317号、尾道大橋） : 2013年（平成25年）4月1日 無料開放
- 広島熊野道路（広島県道34号矢野安浦線） : 2020年（令和2年）12月6日 無料開放